# Csínom Palkó
A Csínom Palkó (más írásmódban Csinom Palkó) című népdal a kuruc lovaskatonák bizakodó táncdala volt és a Rákóczi-szabadságharc (1703 - 1711) első éveiben keletkezett, mint a többi hasonló, kuruc győzelmeket ünneplő vitézi énekek. Káldy Gyula gyűjteményében maradt fenn.
Egyes vélemények szerint a „csínom” szó a szlovák  (čin = cselekedet, tett) eredetű, ami megközelítően a „rajta”, „tettre”, „férfias tettre” szólít fel. Más vélemény (Martinkó András) szerint a csin, csíny szóval függ össze, az -om végződés pedig ugyanaz, mint a vigalom, álom, fájdalom szavakban. A Csínom jelentése eszerint: ékességem, szépségem.
Nemrég derült fény arra, hogy a kezdő sorban említett két név (Palkó, Jankó), nem férfi-, hanem lónév. A szerző így lovát szólítja meg, s a továbbiakban pedig katonaszerszámait sorolja fel.
A többi, mára elavult szó(alak) jelentése:
- kalabér = karabély
- lóding = lőporzacskó
- dali = daliás
- cifornya = szóvegyülés, cifra + cikornya[3]
- moskotér = muskéta, más néven magyarul[4]

1950-ben Farkas Ferenc operettben dolgozta fel, amelyből 1973-ban filmet is forgattak Nagy Gábor főszereplésével.

## Csínom Palkó kuruc nóta
| 1. Csínom Palkó, Csínom Jankó, Csontos karabérom, Szép selymes lódingom, Dali pár pisztolyom.            | 2. Nosza rajta, jó katonák, Igyunk egészséggel! Menjen táncba ki-ki köztünk Az ő jegyesével. | 3. Ne bánkódjék senki köztünk, Menjünk az Alföldre! Megrontatik kezünk által Az labanc ereje!       | 4. Szabad nékünk jó katonák Tisza-Duna közi, Labancságnak mert nincs sohult Ottan semmi közi.            |
| 5. Darulábú, szarkaorrú Nyomorult németség! Fut előttünk, retteg tőlünk, Nyomorult nemzetség!            | 6. Görbe hátú, mert lenyomta Füstös moskotéra, Elfárasztott, elbágyasztott Dióverő pózna.    | 7. Tüzes madzag, apró csollong, Lombos az gagyája, Tátva-nyitva mindeneknek Nagy éhelholt szája.    | 8. Toldott-foldott, tetves-redves Minden portékája, Kalapjának nedvessége, Lefügg kalimája,              |
| 9. Renddel állván, nagy sokaknak Meggyőzik az társát, Ebről ebre hagyják Békasütő nyársát.               | 10. Elig nyílik fel a szája Berdó kiáltásra, Korog-morog öres hasa, Siet jóllakásra.         | 11. Rendeletlen öltözeti, Csúfos pántlikája, Nem érne egy abadolmánt Minden portékája.              | 12. Lapos guta megütötte Bornyúbőr iszákját, Kebelében legelteti Sok ezer marháját.                      |
| 13. Mely marhának tetű neve, Tartsa ő magának! Nyúzza rendre, jó lesz bőre Bornyúbőr iszáknak.           | 14. Mert ő igen gyenge nemzet, Szokott effélire, Országában eleget kap, Menjen hát helyire!  | 15. Mi is vitézkedünk ezért Jó kuruc vitézek, Mert ezeknek drágább kéncsét Én soha nem lelek.       | 16. De gyűlölöm, mert nyomorú Mégis kevélységre, Ládd, majd feldől, mégis indul Magyarok vesztire.       |
| 17. Kicsírázott eb-agyara Az magyar cipóra, De megváslik foga bele, Lészen még oly óra!                  | 18. Sok tokosnak mentél te már Éltének végére, Szabadoson öszvementél Ütközetből véle.       | 19. Sok szerencsét próbáltál te Velünk német ellen, Holott soha nem voltál te Szerencsétlenséggel.  | 20. Sok cifornyás német urat Rabságra hajtottunk, Sok kalapot mezőségen Öszve is tapodtunk.              |
| 21. Nosza! Most is űzzük-vágjuk Mint ellenségünköt, Mutassuk meg nemzetünknek Jó vitézségünköt!          | 22. Fut az tokos, tüzes madzag Kihull az keziből, Őszi keserű gombája Kidől az fejéből.      | 23. Után, kuruc, után! Tiéd az puskája, Enyim pedig az kancája, Tied az lódingja!                   | 24. Rajta Miska, rajta Az tüzes labancon! Mienk leszen a nyereség Mind, az derék harcon.                 |
| 25. De mindezek fegyverekkel Nem érnek egy pénzt is, Hadd el, vedd el az szablyáját, Üsd le az fejét is! | 26. A nagyszájú horvátnak is Fekete csizmája, Hosszu nyakú, kurta farkú Görcsös paripája.    | 27. Egy rossz, rozsdás kalabérja, Életlen szablyája, Csipás szemű kancájával Együtt van kvártélya.  | 28. Noha éhhel csak meg nem hal, Nincs benn takarmánya, Sokszor száznak sincs közöttök Egy pipa dohánya! |
| 29. Az vitéz kurucnak Van szabott dolmánya, Sarkantyús csizmája, Futó paripája.                          | 30. Az gyalog kurucnak Van frissen járása, Mint Pelagus lónak, Van sebes futása.             | 31. Vitéz karja lábaiban Karmazsin csizmája, Gyönggyel fűzött az bocskora, Ezüstös kapcája.         | 32. Hátán cifra farkasbőre, Kurta kis dolmánya, Nyakában függ gyönggyel fűzött Csontos kalabéra.         |
| 33. Fényességgel mind berakva Aranyas szablyája Nyuszttal béllett az süvege, Csillagos forgója.          | 34. Patyolat az kuruc, Gyöngy az felesége, Hetes vászon az labancság, Köd a felesége.        | 35. Szegén kuruc elveszett, mert Sokszor egyest isznak, Pohárt császár életiért Egymásra hagyítnak. | 36. Nosza tehát, hadnagy uram, Dúljuk fel jószágát, Mind ellenségünknek Hajtsuk el marháját!             |
| 37. Ha rád támad az pénziért, Vágd be az ajtaját, Fúrd meg az hordaját, Idd meg mind az borát!           | 38. Az paraszt embernek Fogd meg az szakállát, Hajtsd el az marháját, Verd pofon ő magát!    | 39. Az labancság takarodjék Nemes országunkból, Hogy végtire szalagszíjat Ne vágjunk hátakból!      | |

Kuruc nóta 1700-as évek eleje.

## Feldolgozásai
Végre a nép nem személy, aki leül verset faragni, hanem az ismeretlen költők, az elkallódott lángelmék sokadalma. Az a hang, amely megpendült a kuruc korban, ma is visszhangzik, alkotó elemévé vált költészetünknek. Keserű dac van benne s édes bölcselet. Ekkor lobogott legmagasabbra a mi önérzetünk és egyéniségünk. Kivetettük hasunkat a szép verőfénynek, s rongyainkban embereknek, királyoknak éreztük magunkat.

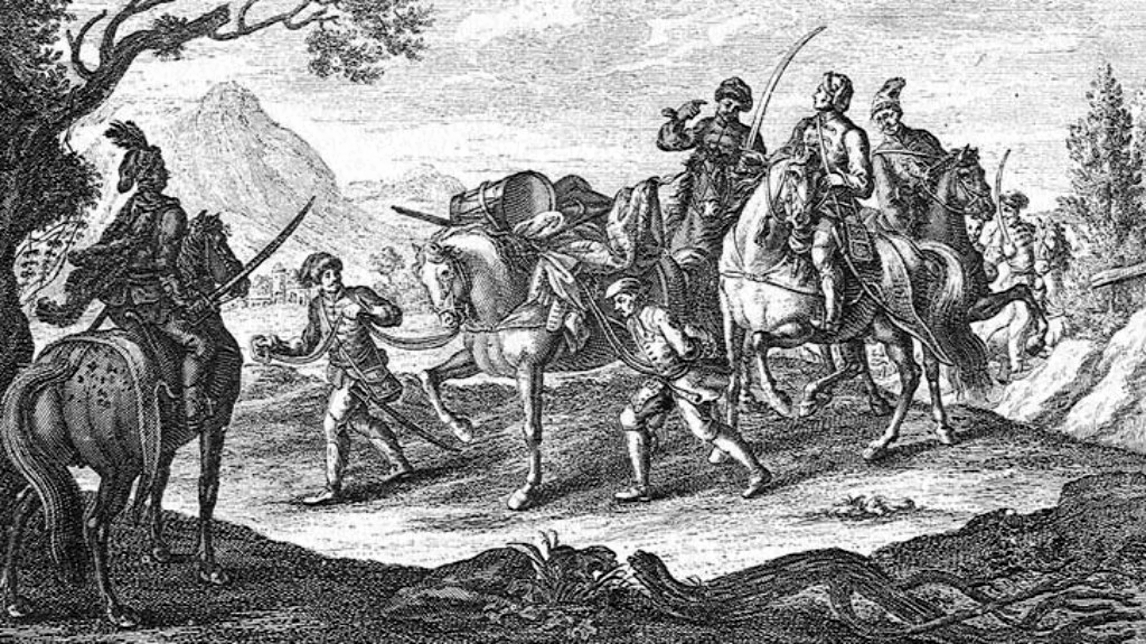
Portyázó kurucok rabszíjra fűzött labancokat hajtanak

A Csínom Palkó ismert és gyakran idézett népdal. Jellegzetes kezdőütemeit felhasználta többek között Kodály Zoltán a Háry János és Czinka Panna balladája című operában, Vujicsics Tihamér A Tenkes kapitánya című tévéfilmsorozat főcímében, valamint újabban a Bëlga együttes is a Nemzeti Hip-Hop című számban.

### Csínom Palkó (operett, 1950)
1950-ben a magyar operett új alkotással gazdagodott, Farkas Ferenc Csínom Palkó című történelmi darabjával. Ez a darab a Magyar Rádióban hangzott el elsőként.
Az 1950-es évek elején folyt a régi, klasszikus operettek kiirtása a Rádióból. Révai József többségüket burzsoá, káros produktumnak nyilvánította. Parancsára 1950–1951-ben elkezdődött a kommunista értékrendet tükröző zenés játékok, operettek gyártása.[forrás?]

### Csínom Palkó (magyar film, 1973)
- Rendező: Keleti Márton, Mészáros Gyula
- Író: Dékány András
- Forgatókönyvíró: Békeffi István
- Zeneszerző: Farkas Ferenc
- Operatőr: Szécsényi Ferenc
- Szereplők:
  - Benkő Péter
  - Haumann Péter
  - Horváth József
  - Márkus László
  - Turay Ida
  - Szemes Mari
  - Nagy Gábor
  - Cs. Németh Lajos
  - Huszti Péter
  - Hűvösvölgyi Ildikó
  - Agárdy Gábor
  - Tordy Géza
  - Soproni Ági

### A népdal feldolgozásai
| Szerző          | Mire                       | Mű                                  |
| --------------- | -------------------------- | ----------------------------------- |
| Bárdos Lajos    | ének, zongora              | Pianoforte III. 4. dal              |
| Máriássy István | zongora vagy ének és gitár | Elindultam szép hazámból, 61. kotta |
| Ludvig József   | ének, zongora              | Hej, Rákóczi, Bercsényi…, 5. kotta  |

## Felvételek
- Csínom Palkó- kuruc dal. Pintér Imre (ének), Kállay Lajos (tárogató)  YouTube (1907)  (Hozzáférés: 2016. szeptember 18.) (audió)
- Csínom Palkó. Cseh Tamás és Cserhalmi György  YouTube (2008. május 30.)  (Hozzáférés: 2016. szeptember 18.) (videó)
- Csínom Palkó, Csínom Jankó. Csík János  YouTube (2015. február 23.)  (Hozzáférés: 2016. szeptember 18.) (audió)
- Csinom Palkó. Járóka Sándor cigányzenekara  YouTube (1971. március 8.)  (Hozzáférés: 2016. szeptember 18.) (audió)